# Leiopus montanus
Leiopus montanus là một loài bọ cánh cứng trong họ Cerambycidae.